# Multicast Listener Discovery
Multicast Listener Discovery (amb acrònim anglès MLD) és un component de la suite IPv6 (Internet Protocol Versió 6). Els encaminadors IPv6 utilitzen MLD per descobrir oients multicast en un enllaç directament connectat, de la mateixa manera que el Protocol de gestió de grups d'Internet (IGMP) s'utilitza a IPv4. El protocol està integrat a ICMPv6 en lloc d'utilitzar un protocol separat. MLDv1 és similar a IGMPv2 i MLDv2 semblant a IGMPv3.
Igual que IGMP, MLDv2 és compatible amb MLDv1. Per als commutadors Cisco, MLD snooping ofereix la mateixa funcionalitat que IGMP snooping a IPv4. Proporciona informació al commutador sobre quins amfitrions connectats són membres. un grup específic perquè el commutador pugui prendre una decisió sobre si, i en quina interfície, permetrà el trànsit per a aquest grup.
Els missatges ICMPv6 utilitzen el tipus 143.

## Suport
Diversos sistemes operatius admeten MLDv2:
- Windows Vista i posterior
- FreeBSD des de la versió 8.0
- El nucli de Linux des de 2.5.68
- macOS